# Max Schwing
Julius Bertram Max Schwing (* 12. November 1857 in Karnitz (Garz); † 17. Mai 1909 in Sondershausen) war ein deutscher Verwaltungsjurist und Politiker.

## Leben
Schwing war der Sohn des Gutsbesitzers Hermann Gottfried Schwing und dessen Frau Ludowika Hermine geborene von Warin. Er war evangelisch-lutherischen Glaubens und heiratete am 27. Mai 1890 in Woltersdorf bei Königsborn Catharina (Käthe) Maria Elisabeth Brandt (* 30. Dezember 1869 in Woltersdorf; † 25. Februar 1947 in Sondershausen), die Tochter des Rittergutsbesitzers Albert Julius Brandt.
Schwing besuchte das Gymnasium in Stralsund und studierte danach Rechtswissenschaften in Jena, München und Berlin. 1878 legte er das erste und 1884 das zweite Staatsexamen ab. Von 1884 bis 1885 war er Gerichtsassessor in Erfurt und ab dem 7. April 1885 Hilfsarbeiter im Ministerium in Sondershausen. Am 3. Oktober 1885 wurde er zum Vertreter des Landrats Otto Drechsler als Landrat in Arnstadt ernannt, zum 5. November 1885 wurde er Regierungsassessor im Ministerium in Sondershausen. Am 13. März 1886 wurde er erneut Stellvertreter des Landrats in Arnstadt. Am 1. Oktober 1886 wurde er zum kommissarischen Landrat und am 7. August 1887 definitiv zum Landrat im Landkreis Sondershausen ernannt. Ab dem 1. Mai 1889 war er Landrat im Landkreis Arnstadt.
Vom 1. Juli 1902 bis zum 25. November 1909 war er stimmführendes Mitglied des Ministeriums und Vorstand der Abteilung III (Finanzen) des Ministeriums des Fürstentums Schwarzburg-Sondershausen und Vorstand des Aufsichtsrats der Schwarzburgischen Landesbank in Sondershausen.
Vom 16. Oktober 1888 bis zum 31. Dezember 1891 und vom 15. Juli 1898 bis zum 30. Juni 1902 war er  Abgeordneter des Schwarzburg-Sondershäuser Landtags, in dem er vom 15. Juni 1899 bis zum 30. Juni 1902 Landtagspräsident war.